# Еріх Альфред Гартманн
Е́ріх Альфре́д Га́ртманн (нім. Erich Alfred Hartmann; нар. 19 квітня 1922, Вайссах — пом. 20 вересня 1993, Вайль-ім-Шенбух) — німецький льотчик-ас, що вважається найуспішнішим пілотом-винищувачем за всю історію авіації. За німецькими даними в ході Другої світової війни він збив 352 літаки противника (з них 345 радянських) у 825 повітряних боях. У післявоєнний час продовжив службу в Бундесвері, оберст (1959).

## Біографія

### Льотчик-винищувач під час Другої світової війни
Гартманн закінчив льотне училище в 1941 році й у жовтні 1942 року одержав призначення в 52-гу винищувальну ескадру на Східному фронті. Його першим командиром і наставником став відомий експерт Люфтваффе Вальтер Крупінскі.
Свій перший літак Гартманн збив 5 листопада 1942 року (Іл-2 зі складу 7-го ГШАП), однак протягом трьох наступних місяців йому вдалося збити лише один літак. Гартманн поступово підвищував свою майстерність, зосереджуючись щонайбільше на ефективності першої атаки. Згодом його досвід дався взнаки: під час Курської битви в липні 1943 року він збив за один день 7 літаків, а до кінця серпня 1943 року мав на своєму рахунку вже 50 збитих літаків.
19 серпня 1943 року, під час атаки чергового Іл-2, літак Гартманна зазнав ушкодження, пілот сів на лінію фронту й був полонений. Однак під час перевезення до штабу йому пощастило втекти й, перетнувши вночі лінію фронту, повернутися назад до частини.

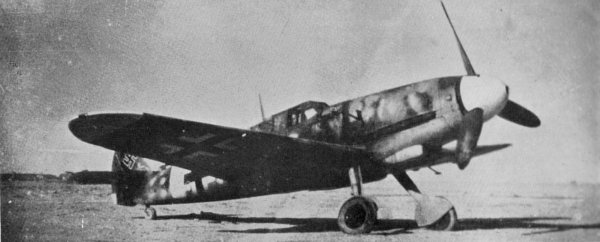
Messerschmitt Me109G, улюблений літак Гартманна

До 24 серпня 1944 року особистий рахунок збитих літаків Гартманном сягнув позначки у 300 одиниць (лише протягом одного цього дня він збив 11 літаків). За це досягнення його було нагороджено діамантами до Залізного хреста. Тільки 27 вояків Німецьких збройних сил здобули таку відзнаку. Діаманти за традицією вручав сам Гітлер. Після невдалого путчу 20 липня 1944 охорона Гітлера вимагала від військовиків здавати особисту зброю перед аудієнцією. За переказами, Гартманн навідріз відмовився здати особистий пістолет і заявив, що в такому разі він відмовляється від нагороди. Як наслідок — його допустили на побачення з фюрером зі зброєю.
Після отримання 300 перемог Гартманн перетворився на живу легенду, й командування Люфтваффе вирішило зняти його з бойових вильотів, аби уникнути збитків для пропаганди у разі його загибелі. Проте, залучивши до справи усі свої численні зв'язки, Гартманн домігся-таки повернення на фронт і продовжував літати.
До кінця війни Гартманн зробив понад 1400 бойових вильотів, у яких провів 825 повітряних боїв. За час бойових дій внаслідок ушкоджень і змушених посадок він утратив 14 літаків. Ушкодження траплялися переважно від зіткнення з уламками літаків, збитих із гранично близької відстані. Двічі Гартманн стрибав з парашутом. Не був жодного разу поранений. Серед збитих літаків: близько 200 одномоторних винищувачів радянського виробництва, понад 80 винищувачів P-39 американського виробництва, 15 штурмовиків Іл-2, і 10 середніх двомоторних бомбардувальників. Сам Гартманн часто повторював, що для нього дорожчий за всі перемоги той факт, що протягом усієї війни він не втратив жодного веденого ним пілота.
Радянські й російські історики не раз, наводячи нібито неспростовні аргументи, стверджували, що заявлена кількість збитих Гартманном літаків насправді не відповідає дійсності. Та єдності у цьому питанні серед істориків немає і досі. Надзвичайно високі успіхи Гартмана викликали здивування і в командування Люфтваффе. Тому, починаючи з 1944 року, всі повідомлення про його перемоги завжди ретельно перевірялися. Часто до складу підрозділу Гартманна включався спеціальний льотчик-спостерігач, задля фіксації результатів бою.

### Тактика бою
Улюбленою тактикою Гартманна був удар із засідки. На думку самого Гартманна, 80 % збитих ним пілотів взагалі так ніколи й не збагнули, що з ними власне сталося. Застосовуючи потужний двигун свого Bf-109G, Гартманн атакував по вертикалі знизу зі сліпої зони супротивника, або згори в крутому піке. Його улюбленим способом був вогонь з короткої відстані й стрімкий відрив від можливого переслідування. Вогонь із гранично близької відстані (50-80 м), крім ефекту раптовості, уможливлював компенсацію балістичних недоліків гармати MK-108 і призводив до економії боєприпасів. Вадою такої тактики був ризик ушкодження уламками збитого супротивника.
Гартманн ніколи не вплутувався в «собачу навалу», вважаючи бій з винищувачами втратою часу. Сам він про свою тактику казав: «побачив — вирішив — атакував — відірвався».

### Після війни
Наприкінці війни Гартманн разом зі своєю частиною здався американським військам, однак був переданий СРСР. У СРСР Гартманн був засуджений за обвинуваченням у військових злочинах, а також у завданні збитків радянській економіці, що виражалося у знищенні великої кількості літаків, і відтак відбув 10 років ув'язнення в таборах. Кілька разів він відхилив пропозиції радянської влади звільнення з табору, в обмін на службу в армії НДР. У 1955 році його було звільнено, і він повернувся до ФРН, де возз'єднався зі своєю родиною (дружиною). Після повернення до Німеччини він став офіцером військово-повітряних сил ФРН, командував авіагрупою. Також він неодноразово їздив до США, де тренував американських пілотів. В 1970 році він вийшов у відставку. Причиною цього було здебільшого неприйняття ним американського винищувача Lockheed F-104 Starfighter, котрим тоді комплектувалися війська ФРН, та постійних конфліктів з вищими начальниками.
Гартманн помер в 1993 році, проживши 71 рік.
У 1997 році Гартманна було реабілітовано російським правосуддям, як такого, що був засуджений за незаконними підставами.
Творці американського мультсеріалу «Південний Парк» (South Park) використали Гартманна як прототип для одного із найпопулярніших персонажів серіалу — Еріка Картмана.